# Juan Ignacio Cirac Sasturain
Juan Ignacio Cirac Sasturain (Manresa, 11 de octubre de 1965) es un físico español reconocido por sus investigaciones en computación cuántica y óptica cuántica, enmarcadas en la teoría cuántica y en la física teórica. Desde 2001 es director de la división teórica del Instituto Max Planck de Óptica Cuántica en Garching, Alemania.

## Biografía
Licenciado en Física Fundamental en 1988 por la Universidad Complutense de Madrid, donde también obtuvo el título de doctor en 1991 por el departamento de Óptica (tesis:Interacción de átomos de dos niveles con estados no clásicos de luz). A continuación se traslada a Ciudad Real para ejercer de profesor titular de la Universidad de Castilla-La Mancha en su departamento de Física Aplicada, puesto que ocupó hasta 1996. Durante 1993 y 1994, en régimen de año sabático, trabajó además como investigador posdoctoral en el Instituto Conjunto de Astrofísica de Laboratorio (JILA) de la Universidad de Colorado en Boulder (Estados Unidos). Tras su estancia en Ciudad Real y Colorado, trabajó entre 1996 y 2001 como catedrático en el Instituto de Física Teórica en la Universidad de Innsbruck, Austria.
Desde el 2001, es director dentro de la organización del Instituto Max Planck, de la división teórica del Instituto Max Planck de Óptica Cuántica, en Garching, Alemania. Es profesor invitado y asesor de investigación, desde su fundación en 2002, en el Instituto de Ciencias Fotónicas de Castelldefels (Barcelona), colaborando en el grupo de Teoría cuántica de la información.
Ha participado en proyectos de investigación en las universidades de Harvard, Hamburgo, Santa Bárbara, Oxford, Hannover, Bristol, París, el Centro Saclay de Estudios Nucleares, la Escuela Normal Superior de París, y el Instituto de Tecnología de Massachusetts.
Su investigación se centra en la teoría cuántica de la información. Ha desarrollado un sistema de computación basado en mecánica cuántica que se espera permitirá diseñar algoritmos mucho más rápidos en el futuro.
Ha contribuido con aplicaciones que demuestran la viabilidad de sus postulados, efectuando cálculos imposibles con los sistemas actuales de procesamiento y transmisión de la información. De acuerdo con sus teorías, el computador cuántico revolucionará la sociedad de la información al permitir comunicaciones más eficientes y seguras. Aparte de su interés en teoría cuántica, ha investigado sobre gases cuánticos degenerados, sistemas atómicos fuertemente correlacionados y sistemas óptico-cuánticos. Juan Ignacio Cirac ha publicado más de 500 artículos en las revistas más prestigiosas, y es uno de los autores más citados de su campo.
Premio Nacional de Investigación 2007, declaró que en 2020 "no habría hielo en los Polos'
En abril de 2016, es nombrado consejero independiente del consejo de administración de Telefónica tras la marcha de su presidente César Alierta y ha dimitido de este oficio en diciembre de 2023.

## Premios y honores
Juan Ignacio Cirac ha recibido numerosos premios a lo largo de su carrera.
Es doctor honoris causa por la Universidad de Castilla-La Mancha, la  Universidad europea,  la Universidad Politécnica de Cataluña, la Universitat Politècnica de València, la Universitat de València, la Universidad de Zaragoza, la Universidad de La Coruña, la Universidad de Buenos Aires y la Universidad Nebrija y es profesor honorario del Departamento de Física de la Universidad Técnica de Múnich.
Además, ha recibido los siguientes galardones:
- 2024 - Miembro de la Academia Nacional de Ciencias de EEUU[17]
- 2020 - Miembro de la Academia de Ciencias de Baviera[18]
- 2019 - Premio John Steward Bell[19]
- 2018 - Premio Micius[20]
- 2018 - Medalla Max Planck[21]
- 2017 - Miembro de la Academia alemana de las ciencias naturales Leopoldina
- 2015 - Medalla de Honor al Fomento de la Invención
- 2013 - Medalla de Honor del Instituto Niels Bohr
- 2013 - Premio Wolf en Física (con Peter Zoller)[22]
- 2011 - Gran Cruz de la Orden del Dos de Mayo[23]
- 2010 - Medalla Franklin en Física del Instituto Franklin, (con David J. Wineland y Peter Zoller)[24][25]
- 2009 - Medalla de honor de la Universidad Complutense de Madrid
- 2008 - Premio Fundación BBVA Fronteras del Conocimiento en la categoría de Ciencias Básicas (compartido con Peter Zoller)[26][27]
- 2007 - Premio Nacional de Investigación Blas Cabrera[28]
- 2006 - Premio Príncipe de Asturias de Investigación Científica y Técnica.[29]
- 2005 - Premio de Electrónica Cuántica de la Fundación Europea para la Ciencia
- 2003 - Miembro de la Academia Austriaca de las Ciencias
- 2002 - Miembro de la Academia Española de las Ciencias
- 2002 - Miembro de la Sociedad Americana de Física
- 2002 - Medalla de la Real Sociedad Española de Física
- 2001 - Premio Felix Kuschenitz de la Academia Austriaca de las Ciencias
- 1992 - Premio Investigadores Noveles de la Real Sociedad Española de Física

### Otros
- En Ciudad Real lleva su nombre un nuevo polígono tecnológico.
- En 2014 fue seleccionado por la revista Quo, en colaboración con el Consejo Superior de Investigaciones Científicas y el Consejo Superior de Deportes, para la primera «Selección Española de la Ciencia», compuesta por trece científicos españoles destacados a escala internacional.[30][31]

## Artículos
A octubre de 2023 lleva publicados (según Web of Science) más de 620 artículos científicos que han sido citado más de 75.000 veces, dando un Índice h de 128.
- Artículos publicados por la división de Teoría del Instituto Max-Planck de óptica cuántica. Puede seleccionarse por autor y año en de.arxiv.org Archivado el 8 de abril de 2011 en Wayback Machine.
- Perfil de JI Cirac en Google Académico, enlaces a muchos artículos a texto completo y descargables